# Bakchai (Euripides)

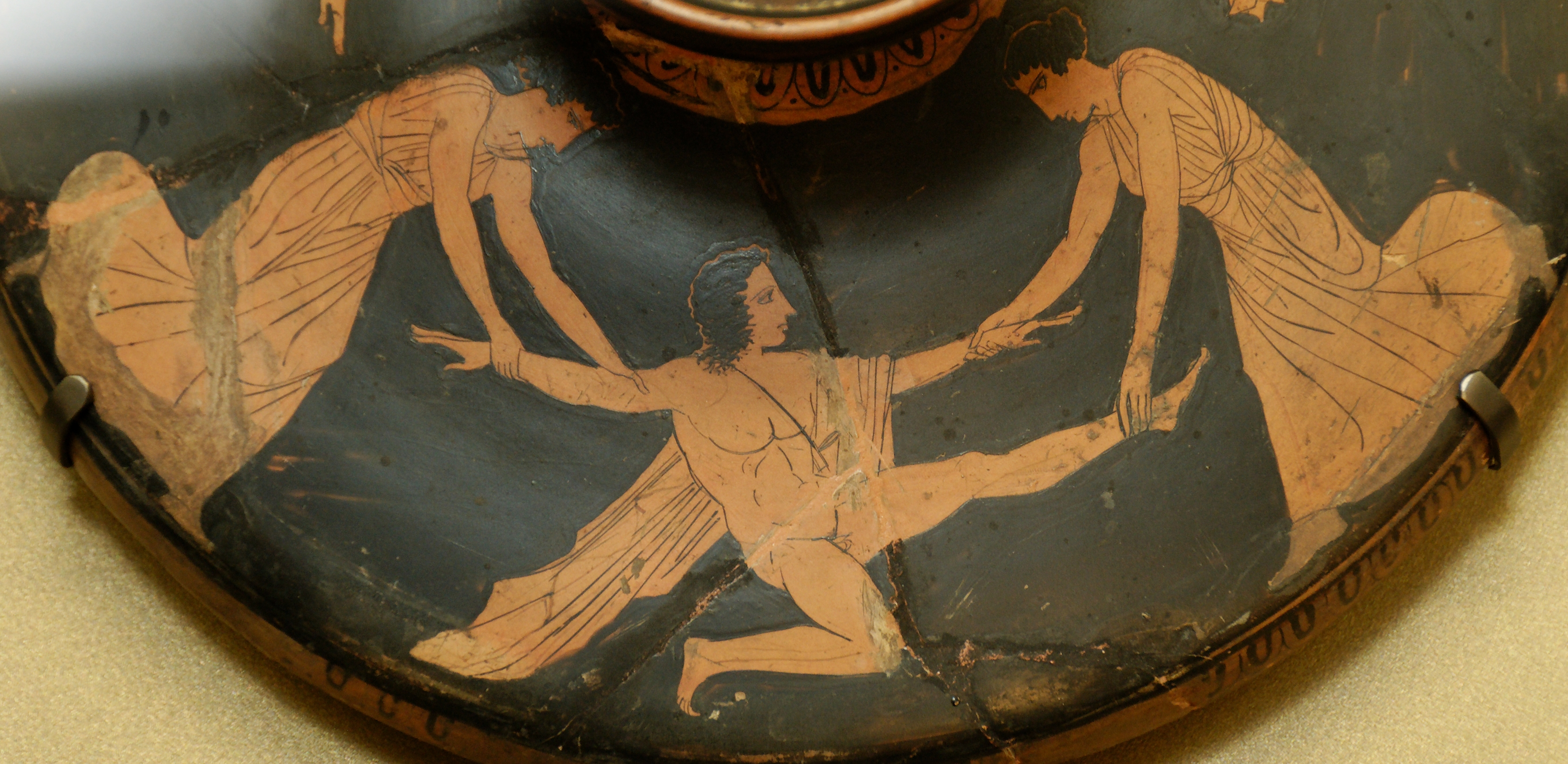
Pentheus wordt uiteengerukt door Agauè en Ino

Bakchai (Oudgrieks: Βάκχαι, Latijn: Bacchae) is een tragedie van de Griekse tragediedichter Euripides. Het werk werd geschreven in 406 v.Chr. en was het laatste deel van een trilogie, waarvan Iphigeneia in Aulis en het niet overgeleverde Alkmaion in Korinthe resp. het eerste en tweede deel vormden.
Het stuk werd postuum opgevoerd in Macedonië en behaalde de 1e prijs bij de Dionysia.

## Inhoud

### Dramatis personae
- Dionysos
- Bacchanten, koor
- Teiresias, blinde ziener
- Kadmos, stichter van Thebe
- Pentheus, koning van Thebe
- Dienaar
- Bode
- Agauè, dochter van Kadmos, moeder van Pentheus

### Synopsis
Een ongewone vreemdeling (in werkelijkheid de god Dionysos) is aan het hoofd van een schare volgelingen, de Bakchen of Bacchanten (uitgebeeld door het koor), vanuit Azië aangekomen in Thebe, waar koning Pentheus zich heftig verzet tegen de nieuwe Dionysoscultus, die in zijn ogen immorele trekken vertoont. Allerlei wonderlijke gebeurtenissen vinden echter plaats in Thebe, en als Pentheus hardhandig wil optreden tegen de "uitspattingen", geeft de "vreemdeling" hem de raad om ongezien de orgieën bij te wonen. Daar wordt Pentheus gedood door zijn eigen moeder Agauè, die hem in haar extase voor een wild dier houdt en hem verscheurt. Later komt ze bij bewustzijn en beseft ze wat ze heeft gedaan. Dionysos verschijnt als god en straft de hele familie.

## Nederlandse vertalingen
- 1920 – De Bacchanten – Balthazar Verhagen
- 1957 – Bakchanten – Rein van der Velde
- 1961 – Bakchai – J.C.B. Eykman
- 1971 – Bacchanten ’71 – Inez van Dullemen en Erik Vos (bewerking)
- 1971 – De Bacchen – P. Brommer
- 1980 – Bacchanten – Watze Tiesema
- 1986 – Bacchanten – Georges Adé
- 1989 – Het masker van Dionysos – Charles Hupperts
- 1998 – Bakchanten – Gerard Koolschijn (herzien 2010)
- 2000 – Bakchen – Herman Altena
- 2004 – Bacchanten – Willy Courteaux en Bart Claes
- 2018 – Bacchanten – Johan Boonen

## Uitgave
- D. Kovacs, Euripides vol. VI: Bacchae – Iphigenia at Aulis – Rhesus, Cambridge, Mass./London, 2002. ISBN 0674996011 (Grieks en Engels)